# Sainte-Agathe-en-Donzy
Sainte-Agathe-en-Donzy là một xã trong tỉnh Loire miền trung nước Pháp.